# میلو (کاتانیا)
میلو (به ایتالیایی: Milo) یک کومونه در ایتالیا است که در استان کاتانیا واقع شده‌است. میلو ۱۸٫۲ کیلومتر مربع مساحت و ۱٬۰۸۹ نفر جمعیت دارد و ۷۲۰ متر بالاتر از سطح دریا واقع شده‌است.